# Fred Forbát

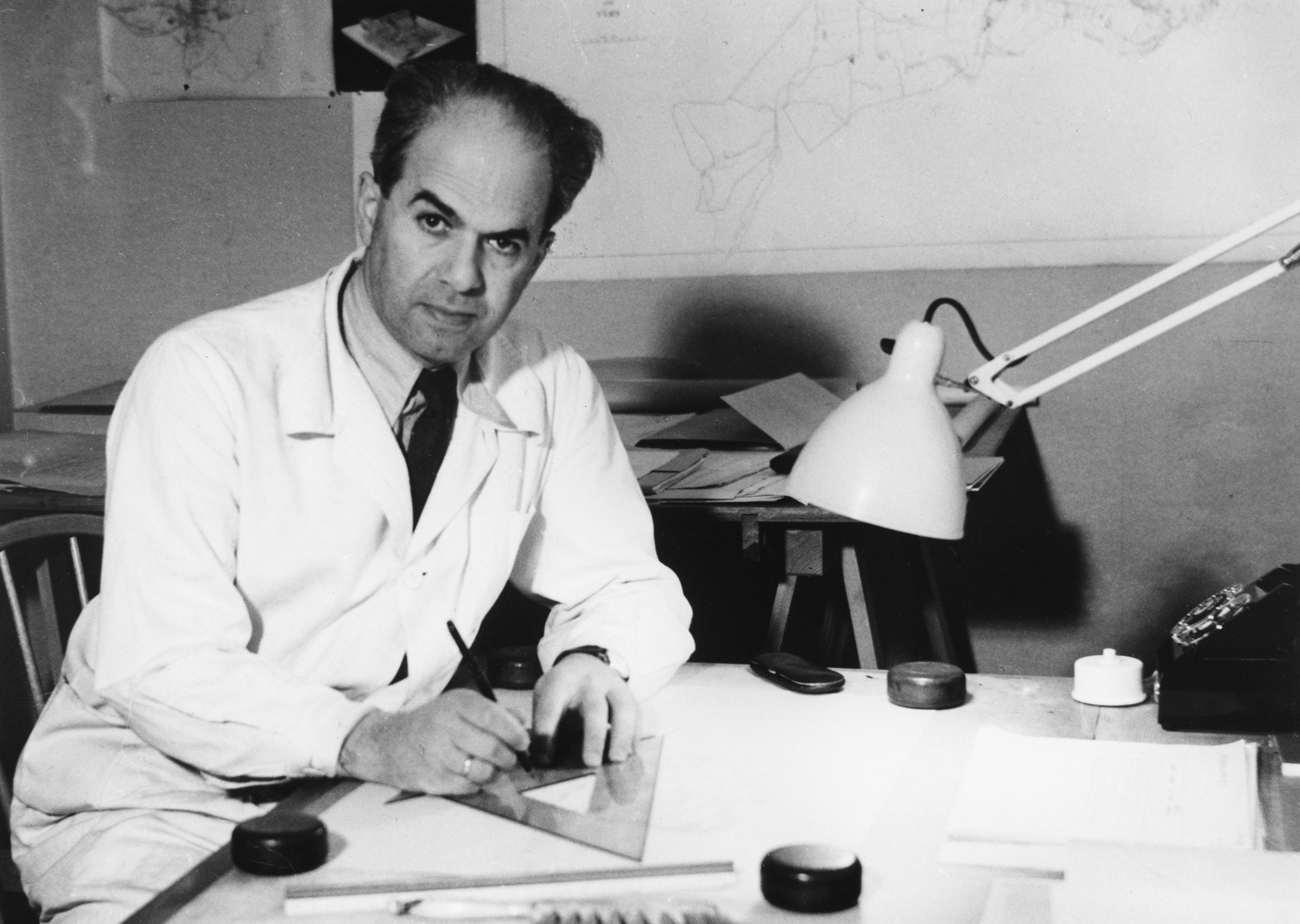
Fred Forbát

Alfred (Fred) Forbat (geboren 31. März 1897 in Pécs, Österreich-Ungarn; gestorben 22. Mai 1972 in Vällingby (Stockholm, Schweden); auch: Alfréd Forbát, Alfred Füchsl, in der deutschen und skandinavischen Literatur zumeist: Fred Forbat) war ein jüdisch ungarisch-deutscher Architekt, Stadtplaner, Hochschullehrer und Maler, der in Deutschland, Ungarn, Griechenland, der Sowjetunion und Schweden arbeitete. Er gilt als bedeutender Vertreter des Neuen Bauens.

## Leben
Fred Forbát wurde in Pécs als Kind jüdischer Eltern als Alfred Füchsl geboren (Magyarisierung 1915). 1914 Abitur an der Oberrealschule Pécs, anschließend studierte er Architektur an der Technischen Hochschule in Budapest. 1915 wurde er zum Militärdienst einberufen und musste das Studium abbrechen. Nach einem schweren Lungenleiden folgte ein fast zweijähriger Aufenthalt in einem Sanatorium in der Tatra. Ab 1916 verfasste er wissenschaftliche kunsthistorische Arbeiten. 1917 nahm er das Architekturstudium wieder auf, zuerst in Budapest, nach der Niederschlagung der Rätepublik an der Technischen Hochschule München. 1920 erfolgte der Abschluss des Studiums in München mit dem Grad eines Diplom-Ingenieurs (Dipl.-Ing.). 1918 wurde er Mitglied der „Ungarischen archäologischen und anthropologischen Gesellschaft“.
Von 1920 bis 1922 arbeitete er mit Unterbrechungen in Walter Gropius’ Atelier und auch mit Lehrauftrag am Bauhaus in Weimar. Er war als selbstständiger Architekt tätig und heiratete 1922 Hedwig Rücker. Von 1923 bis 1924 übernahm er die technische Leitung der Bauprojekte der deutschen DEHATEGE Gesellschaft (Umsiedlungen Türkei und Griechenland) im Auftrag der „Refugee Settlement Commission“ des Völkerbunds. 1925 bis 1928 war er Chefarchitekt des Berliner Konzerns Allgemeine Häuserbau-Actien-Gesellschaft (AHAG)-Sommerfeld. 1926 trat er der Vereinigung fortschrittlicher Architekten Der Ring bei. 1928 erwarb er die deutsche Staatsangehörigkeit. Im Jahre 1929 suchte die sowjetischen Handelsvertretung in Berlin Lindenstraße 20–25, einen Spezialisten für die farbige Gestaltung von Wohngebäuden in Moskau. Auf Vermittlung von Forbát konnte Hinnerk Scheper als Farbgestalter vom Bauhaus Dessau für diese Aufgabe gewonnen werden.
Von 1928 bis 1932 war Forbát als selbständiger Architekt in Bürogemeinschaft mit Hubert Hoffmann tätig. Von 1929 bis 1930 gehörte er als Mitglied zur Sachverständigenkommission der kommunalen Wohnungsfürsorge der Stadt Berlin. Von 1930 bis 1931 lehrte er Stadtplanung und Wohnungswesen an der Ittenschule und war außerdem ständiger Mitarbeiter der Baufachzeitschrift „Wohnungswirtschaft“ des Allgemeinen Deutschen Gewerkschaftsbunds.
Von 1932 bis 1933 arbeitete er auf Einladung als Experte für Stadtplanung in Moskau und gehörte dort zur Gruppe von Ernst May. Das hochkarätige Team bestand aus Margarete Schütte-Lihotzky, Gustav Hassenpflug, Werner Hebebrand und Mart Stam. Auf der Rückreise, überrascht durch die „Deutsche Neuordnung“, verbrachte er drei Monate in Athen, wo er archäologische Arbeiten ausführte, die in Wilhelm Dörpfelds Werk „Alt-Olympia“ publiziert wurden. Von Sommer 1933 bis 1938 lebte er in seiner Geburtsstadt Pécs als freier Architekt. Hier erfuhr er vom Verlust der deutschen Staatsangehörigkeit und vom Verbot, in Deutschland die Berufsbezeichnung Architekt zu führen. Er nahm die ungarische Staatsangehörigkeit wieder an.

## 1938 Immigration nach Schweden
Nach dem  Berufsverbot für Juden in Ungarn im Jahr 1938 folgte er einer Einladung des Architekten Uno Åhrén nach Schweden. Er war von 1938 bis 1945 Mitarbeiter des Architekten Sune Lindström bei der Erstellung des Generalplans der Stadt Lund sowie Lindströms Mitarbeiter bei der Erstellung der Pläne für das Physiologische Institut der Universität Lund und der Bebauung mit Mietshäusern im Bezirk Borgmästaregården in Lund. Ab April 1942 war er in der HSB Abteilung für Stadtplanung angestellt.

## Wichtige städtebauliche Architekturprojekte

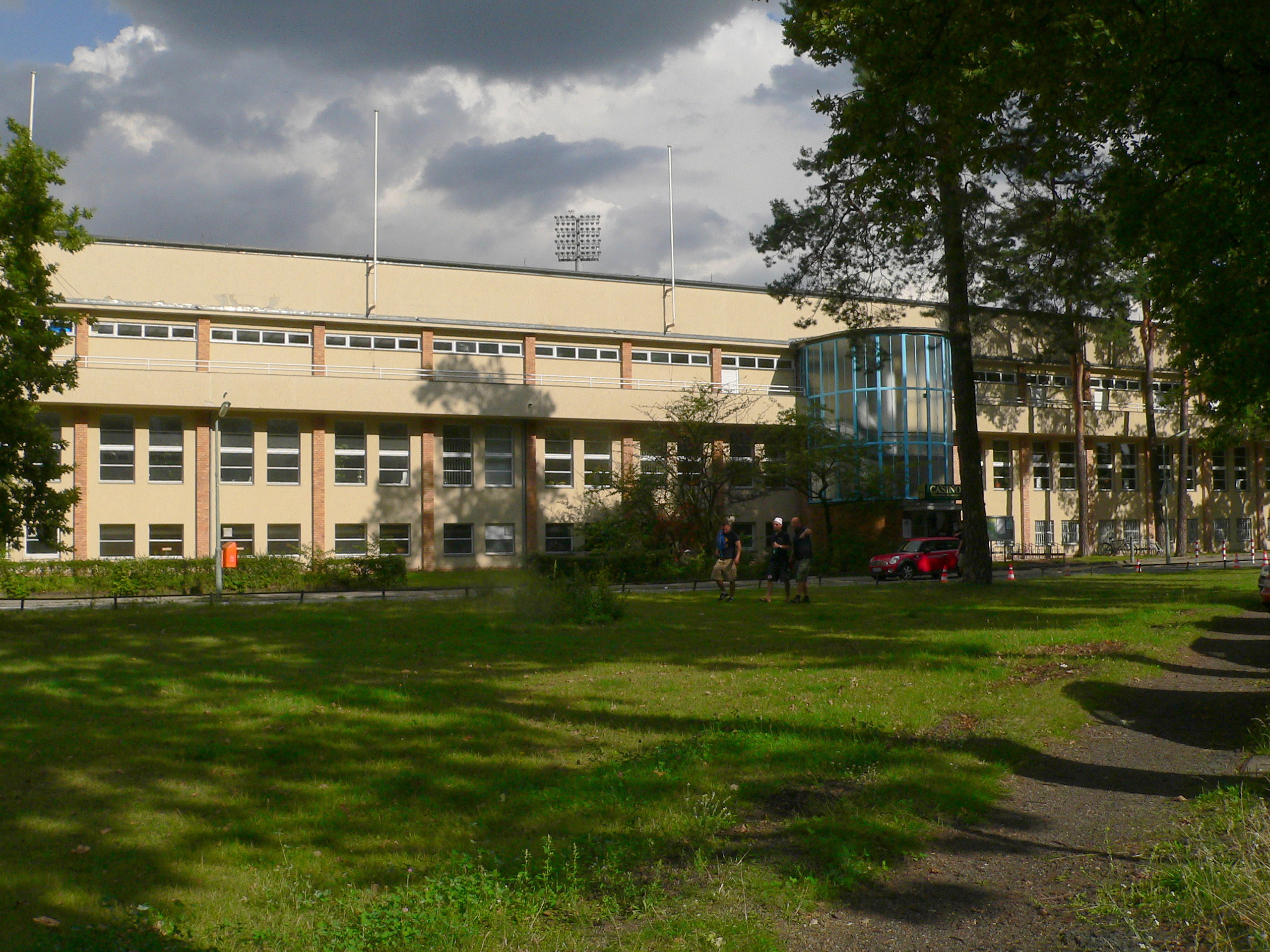
SCC-Stadion (Berlin, 1930), heute Mommsenstadion (renovierter Zustand, Aufnahme 2010)

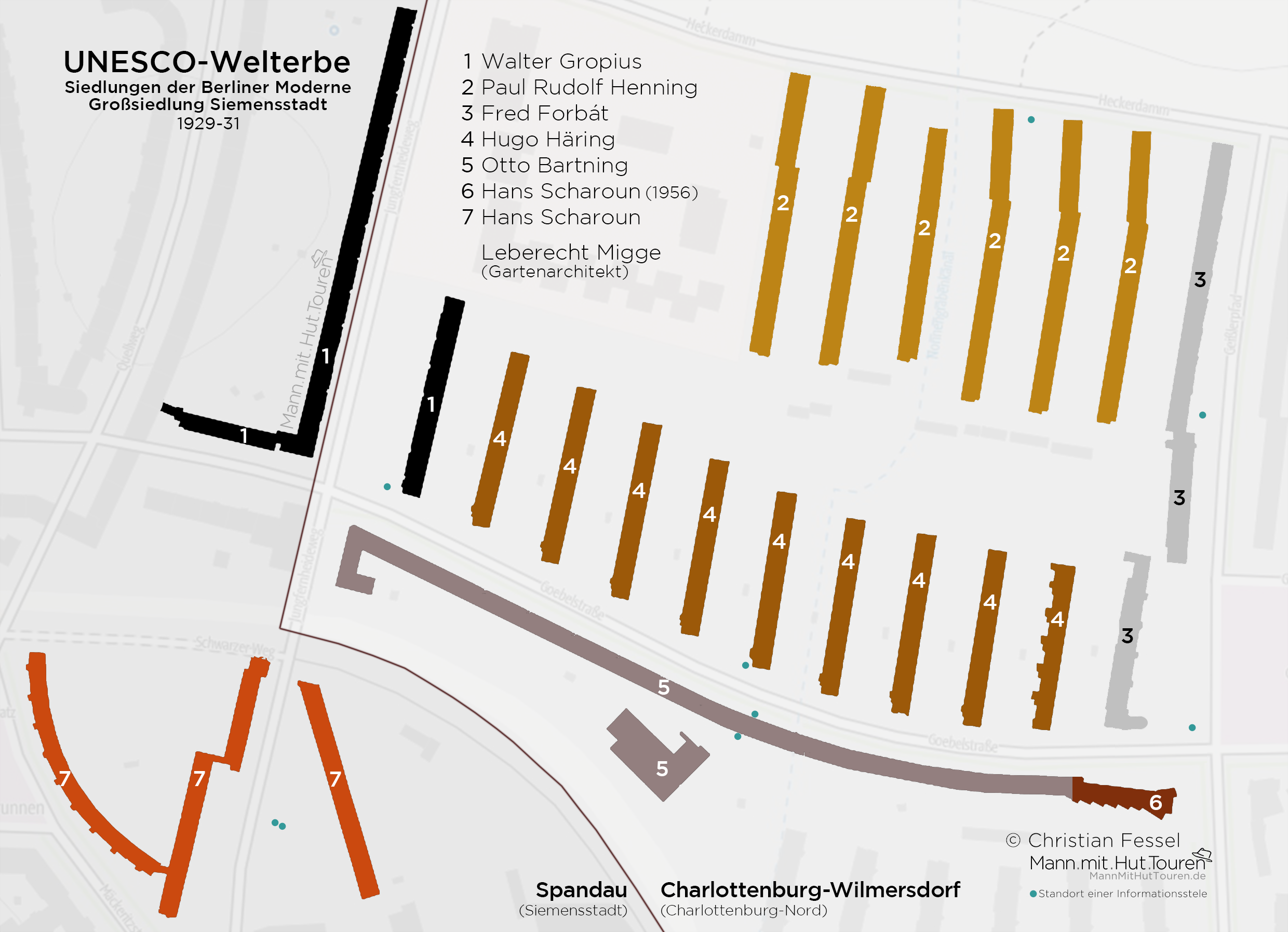
Lageplan des UNESCO-Welterbe „Großsiedlung Siemensstadt“

Wichtige Arbeiten Forbáts waren das Restaurant „Grünewald“ in Berlin-Zehlendorf (1925), die Großgarage beim Botanischen Garten in Berlin-Lichterfelde (1926), mehrere Mietshäuser mit insgesamt 150 Wohnungen in der Großsiedlung Siemensstadt (1928–1931), das Stadion und das Clubhaus für die Stadt Berlin in Berlin-Eichkamp (1929–1930), der Bebauungsplan und die Geschosswohnungsbauten mit 1250 Wohnungen in der Großsiedlung Berlin-Haselhorst (1930–1932), die Reitschule in Berlin-Düppel (1931), Stadtplanungen für Berlin-Zehlendorf, Berlin-Machnow, Berlin-Kladow und weitere, Projekte für eine Arbeiterbank, ein Krankenhaus, verschiedene Schulen usw. (1925–1932), die Bebauungspläne für die neuen sowjetischen Städte Karaganda (Kasachstan) mit 240.000 Einwohnern, Lopatino (Wolga, seit 1940 Wolschsk) mit 18.000 Einwohnern und, in Zusammenarbeit mit der Gruppe Ernst May, Magnitogorsk (Ural) mit 240.000 Einwohnern (1932), fünf Mietshäuser mit 55 Wohnungen, mehrere Privathäuser und Sommervillen, ein Hotelumbau in Pécs (1934–1938), Generalbebauungsplan für die Stadt Lund in Zusammenarbeit mit Architekt Sune Lindström, Stadtpläne für Außenbezirke und Stadtsanierung für die Stadt Lund, Sanierungsplan für Kungsbacka in Zusammenarbeit mit dem Architekten C. F. Ahlberg, Göteborg (1938–1942), Generalplan für die Stadt Skövde sowie verschiedene Pläne und Untersuchungen für die HSB Abteilung für Stadtplanung, Vorschlag einer neuen Bevölkerungsstatistik und Anpassung an die Bedürfnisse der Stadtplanung, publiziert in Ekonomisk Tidskrift 1943:I (1942–1943).
Forbat war im Stadtplanungsministerium in Stockholm tätig und entwarf anschließend als Mitglied im Stadtplanungskomitee „Eglers Stadsplanebyrå“ u. a. die Masterpläne für die schwedischen Städte Skövde (1949), Landskrona (1951), Kullabygden (1959), Linköping (1967) und Kristinehamn. Seit 1950 war er Leiter des Instituts für Raumplanung.
1952 war Forbát Mitorganisator des Interims-Treffens des CIAM in Sigtuna (Schweden) und 1957 Teilnehmer der Internationalen Bauausstellung „Interbau“ in Berlin. An der Königlich Technischen Hochschule Stockholm lehrte er von 1959 bis 1960 als Professor für Stadtplanung.
Fred Forbat verstarb am 22. Mai 1972, sein Grab befindet sich im Gedenkhain im Skogskyrkogården.

## Korrespondierende Mitgliedschaft
- 1951 wurde er korrespondierendes Mitglied der Deutschen Akademie für Städtebau und Landesplanung in Köln.
- 1955 Korrespondierendes Mitglied der Österreichischen Gesellschaft für Raumforschung und Raumplanung
- 1961 Korrespondierendes Mitglied der Akademie für Raumforschung und Landesplanung, Hannover.

## Mitgliedschaft
- 1926 Mitglied der Architektenvereinigung Der Ring.
- Mitgliedschaft in der SPD[5]
- 1929–1930 Mitglied der Sachverständigenkommission der kommunalen Wohnungsfürsorge der Stadt Berlin.
- 1930 Congrès International d’Architecture Moderne (CIAM)
- 1945–1968 Mitglied im Stadtplanungskommitee Eglers Stadsplanebyrå, Stockholm.
- 1969 berief ihn die Akademie der Künste West-Berlin.[6][7]

## Bauten, Projektbeteiligungen (Auswahl)

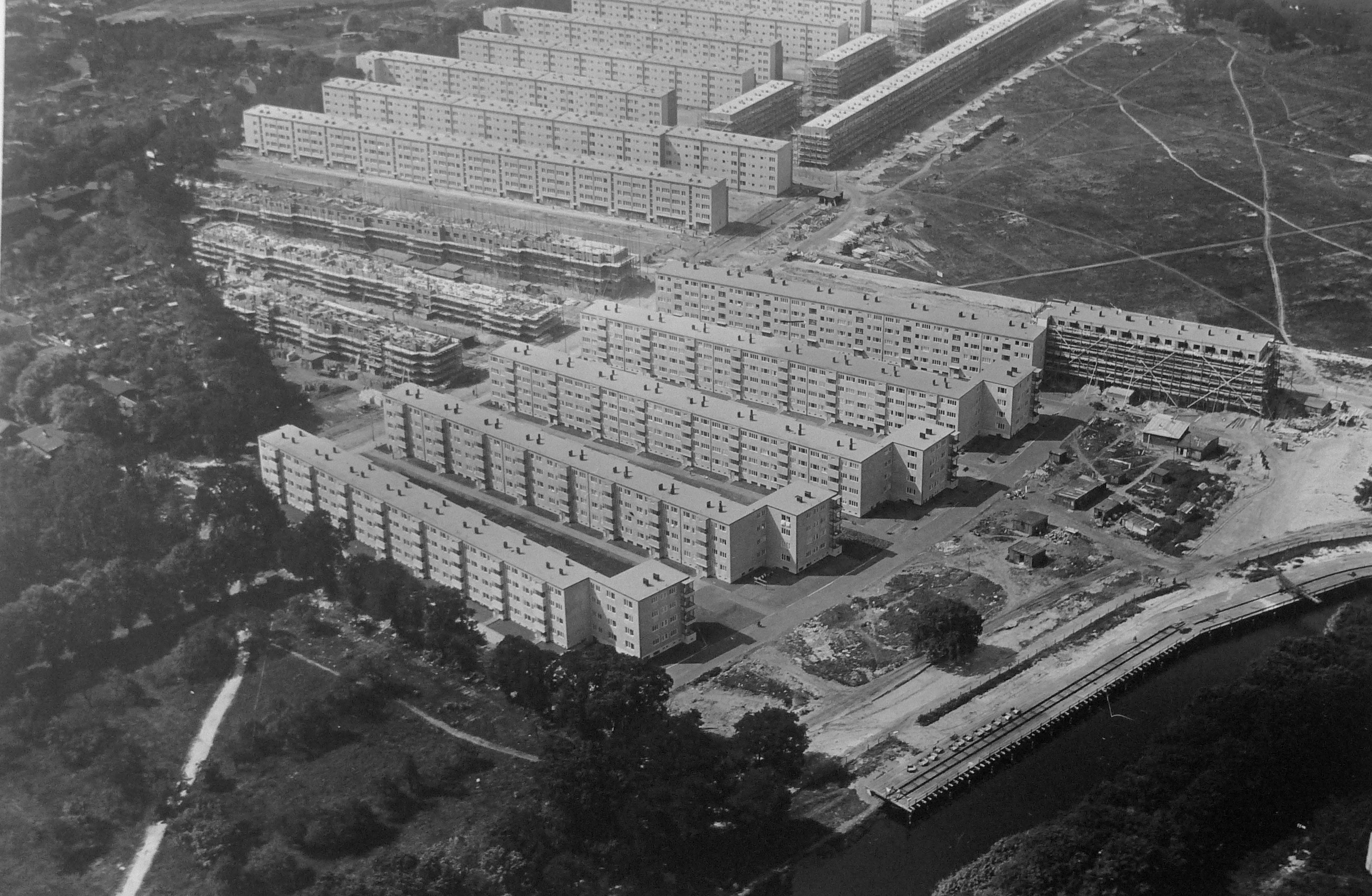
Reichsforschungssiedlung Haselhorst im Bau 1931

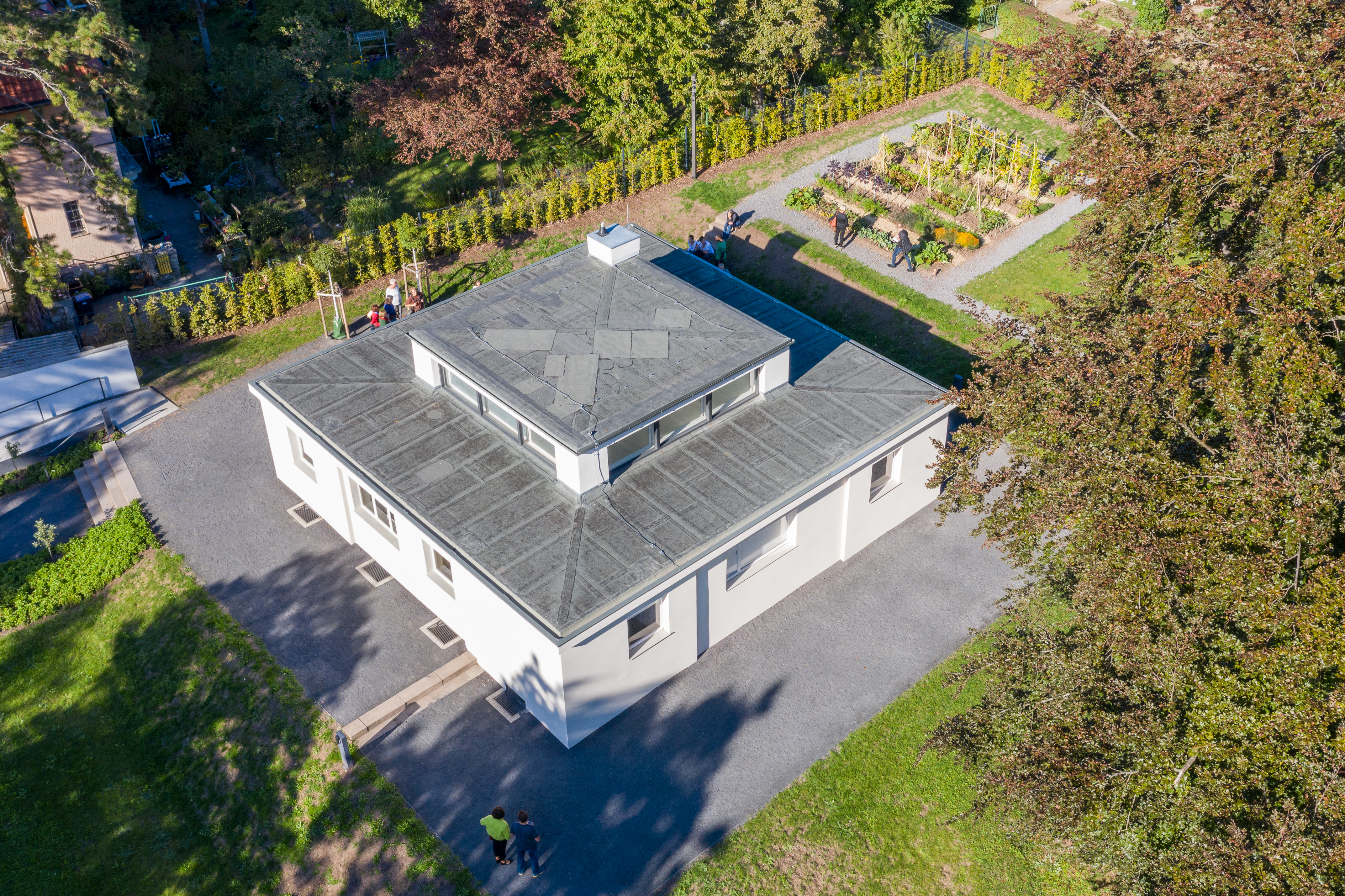
Haus am Horn, Luftaufnahme-0026

- 1922: Vorarbeiten zur geplanten Bauhaussiedlung Am Horn in Weimar
- 1929–1931: Ringsiedlung Siemensstadt, gemeinsam mit u. a. Otto Bartning, Walter Gropius, Hans Scharoun, Hugo Häring
- 1930: Mommsenstadion in Berlin-Westend
- 1930–1935: Reichsforschungssiedlung Haselhorst in Berlin-Spandau, mit Paul Mebes und Paul Emmerich
- 1934–1938: mehrere Einfamilien- und Mietshäuser in Pécs
- 1938–1945: Mietshäuser im Bezirk Borgmästaregården in Lund